# Покинута Психея
«Покинута Психея» (Psyche Abandoned) — картина Жака-Луї Давида, датована приблизно 1795 роком, що зараз перебуває у приватній колекції. На ній зображена Психея — оголена жінка, що присіла в профіль на тлі блакитного неба з пагорбом на задньому плані. Вона дивиться на глядача з виразом втрати, болю та зради. Вважається, що картина була написана під час ув'язнення Давіда під час Французької революції і датується 1794 або 1795 роком. Картина має вертикальний формат, що не відповідає академічним умовностям для зображення оголеної жінки.
Довгий час ця робота була відома лише завдяки позначкам у списках власних картин Давіда, де вона описувалася як «намальоване дослідження Психеї» та як пара до «Весталки». Вона довго вважалася втраченою, її знову відкрили 1991 року й представили на виставці L'Antiquité rêvée в Луврі 2010 року.

## Живопис

### Витоки
«Покинута Психея», як відомо, була написана після арешту Давіда в 1794 році. Після смерті Робесп'єра Давід був ув'язнений разом з друзями-якобінцями. Як і інші картини, створені під час його ув'язнення, «Покинута Психея» вважається незавершеною. Вона менш відома, ніж інші роботи Давіда, написані в цей час: «Автопортрет» і «Втручання сабінянок». Вважається, що Давід написав картину «Покинута Психея» під час ув'язнення в готелі «Люксембург», коди його перевели з готелю «Де Ферме» у вересні 1794 року. Цей перехід означав, що не було можливості достроково звільнитися з в'язниці, і Давід також був ізольований від зовнішнього світу (раніше в «Де Ферме» дозволяли відвідувати друзів, родину та студентів). У листі до колишнього товариша по в'язниці Давід описав переведення в ізолятор як «залишення». «Покинута Психея» мала на меті повернути Давіда в Салон після його звільнення з в'язниці в 1795 році. Натомість він вирішив представити на публіці «Емілі Серізіа», «П'єра Серізіа» та «Вид на Люксембурзький сад».

### Інші зображення Психеї
Міф про Психею був популяризований у Франції в 1600-х роках завдяки версії історії Лафонтена. Смертна Психея мусила пройти через труднощі та випробування, щоб отримати безсмертя. Їй було заборонено дивитися на Купідона, свого коханого. Коли вона порушила заборону, Амур покидає її, забираючи з собою її палац, майно та слуг. Вона залишається оголеною й розгубленою.
Важливим прецедентом для живопису Давида вважається мармурова скульптура Огюстена Пажу «Покинута Психея». Вважається, що Давід черпав натхнення від Пажу, виражаючи власні страждання через Психею. Жан-Оноре Фрагонар також написав популярний твір, що показує залишення Психеї Амуром. Усі ці роботи зосереджені на емоційному стражданні Психеї. Її покинув Амур, її коханий, і вона сидить оголена й безсила. У кожній із цих картин відображено емоційний стан міфологічного персонажа.

## Аналіз

### Зв'язок із життям Давіда

#### Залишення
Вчені порівнюють засмучений вираз обличчя Психеї з власним почуттям покинутості самого Давида. Вважається, що Давід зазнав значних психічних розладів у результаті свого арешту та зниження його суспільної репутації. Давід висловив це почуття покинутості в листі до свого колишнього товариша по в'язниці пана де Менбура.:54

#### Жіночність
Дослідники помітили брак сексуальності в зображенні Психеї. Вираз обличчя та поза Психеї передає більше відчай, ніж втрату, її тіло зігнуте, руки прикривають груди, без жодних ознак чуттєвості, окрім відсутнього одягу. Мистецтвознавиця Єва Лаєр-Бурхарт припускає, що сексуальна невизначеність Психеї пов'язана з кризою ідентичності самого Давіда під час його ув'язнення, коли його почуття маскулінного стоїцизму почало руйнуватися.:63-64

### Порівняння з іншими творами

#### Подалі від неокласики
На виставці 2011 року в Музеї образотворчих мистецтв Г'юстона цю картину порівняли з більш відомою картиною Давіда «Присяга Гораціїв».«Покинута Психея» була представлена як відмова Давіда від неокласицизму, демонстрація інтенсивних індивідуальних емоцій замість героїчних вчинків чесноти та моралі.

#### Втрата і горе
«Покинута Психея» базується на попередніх дослідженнях Давіда. Фігуру Андромахи в картині «Андромаха оплакує Гектора» іноді описують як прецедент для зображення Психеї.:57 Орієнтиром також могла слугувати поза Критона у «Смерті Сократа».:57